# Sebastian Frank (Koch)
Sebastian Frank (* 6. November 1981 in Mödling) ist ein österreichischer Koch. Er ist Küchenchef und Inhaber des Restaurants Horváth in Berlin.

## Leben und Wirken
Frank wuchs in Bruck an der Leitha auf und lernte das Küchenhandwerk im Hotel Wende in Neusiedl am See. Ende der 1990er Jahre arbeitete er im Restaurant des Burgtheaters, danach in den Restaurants Vestibül und von 2003 bis 2006 im vielfach ausgezeichneten Steirereck in Wien bei Heinz Reitbauer. Anschließend wechselte er als Sous Chef an das Restaurant Chef’s Table im Interalpen-Hotel Tyrol in Telfs. Im Interalpen-Hotel lernte er seine Lebensgefährtin, die Berlinerin Jeannine Kessler kennen, die dort im Service arbeitete. Anfang 2010 folgte er Kessler, die nach Berlin zurückkehrte.
Im Mai 2010 wurde Frank Küchenchef im Horváth am Paul-Lincke-Ufer in Berlin-Kreuzberg. Ein Jahr später erhielt die Küche unter seiner Leitung einen Michelin-Stern, mit 30 Jahren wurde er damit Berlins jüngster Küchenchef eines Sternerestaurants. Anfang 2014 übernahm er das Horváth zusammen mit seiner Partnerin Kessler. 2016 wurde das Restaurant mit dem zweiten Michelinstern ausgezeichnet.
Im April 2019 publizierte Sebastian Frank ein Kochbuch. 2018 wurde Frank auf der Madrid Fusion Messe zum besten Koch Europas gewählt.

## Kochstil
Sebastian Frank stellt Gemüse in den Mittelpunkt der Gerichte, würzt jedoch mit Fleisch- und Fischaromen wie Schweineschmalz und Flusskrebskaramell. Er verzichtet auf Luxusprodukte und greift auf Lebensmittel zurück, mit denen er in seiner niederösterreichischen Heimat aufgewachsen ist. Seit 2022 serviert Frank kein ganzes Stück Fisch oder Fleisch mehr; er nennt seine Küchenphilosophie Emanzipierte Gemüseküche. Das bedeutet, dass seine Gerichte nicht vegetarisch oder vegan sein müssen, sondern ein Gericht und die Nutzung von tierischen Fetten auf dem individuellen Kontext des Tellers basieren.
Ende 2022 wurde Frank in einer Folge der ARD-Küchenserie Am Pass dokumentiert. Er bietet das Signature-Gericht Sellerie Reif&Jung an, in dem eine Sellerieknolle verwendet wird, die zwölf Monate in einem Salzteig gereift wird. Der Teig entzieht dem Sellerie das Wasser, was dazu führt, dass er nach einem Jahr zu einem festen, kleinem kristallinem Stein wird, der wie ein Trüffel über das restliche Gericht gehobelt wird.

## Auszeichnungen
- 2008: Newcomer des Jahres im Gault Millau[8]
- 2011: Koch des Jahres 2011 auf der Anuga[9]
- 2011: Stern im Michelin Deutschland[10]
- 2016: Zwei Sterne im Michelin Deutschland[11]
- 2017: Berliner Meisterkoch[12]
- 2018: Bester Koch Europas 2018, madridfusión[13]

## Veröffentlichungen
- kuk [cook]. Matthaes Verlag 2019, ISBN 978-3-87515-432-0.